# Philippe Chevallier (cyclisme)
Pour les articles homonymes, voir Philippe Chevallier et Chevallier.
Philippe Chevallier, né le 26 avril 1961 à Annemasse (Haute-Savoie), est un coureur cycliste français. Professionnel de 1982 à 1991, il a notamment remporté une étape du Tour de France 1983. Il est actuellement manager général de l'équipe AG2R Citroën Team.

## Biographie
Après sa carrière de coureur professionnel, Philippe Chevallier entame une reconversion comme pilote d'hélicoptère. Il travaille ensuite entre 1995 et 2000 pour Amaury Sport Organisation avant de rejoindre ensuite l'Union cycliste internationale où il est notamment directeur du département sport et technique entre 2009 et mars 2015,.
Philippe Chevallier devient manager général de l'équipe cycliste AG2R La Mondiale en novembre 2015. Il remplace à ce poste Vincent Lavenu qui est nommé directeur général.

## Palmarès
- Amateur
  - 1980-1981 : 13 victoires
- 1978
  - 2e du championnat de France sur route juniors
- 1979
  -  Champion de France sur route juniors
- 1980
  - Tour du Gévaudan :
    - Classement général
    - Une étape

  - 2e d'Annemasse-Bellegarde-Annemasse
- 1981
  - Paris-Auxerre
  - Grand Prix du Faucigny
  - 2e du Grand Prix du Cru Fleurie
  - 3e de Paris-Troyes
  - 6e du championnat du monde sur route amateurs
- 1983
  - 9e étape du Tour de France
- 1984
  - Classement général du Tour du Vaucluse
  - 1re étape du Tour d'Italie (contre-la-montre par équipes)
  - 1re étape du Tour de l'Avenir
- 1987
  - Tour du Nord-Ouest de la Suisse
- 1992
  - 3e de l'Essor breton

## Résultats sur les grands tours

### Tour de France
2 participations
- 1983 : 47e, vainqueur de la 9e étape
- 1985 : 57e

### Tour d'Italie
2 participations
- 1984 : 108e, vainqueur de la 1re étape (contre-la-montre par équipes)
- 1987 : 55e

## Palmarès sur piste

### Championnats du monde juniors
- 1979
  -  Médaillé d'argent de la poursuite par équipes juniors
  -  Médaillé de bronze de la poursuite

### Championnats de France
- 1978
  - 3e de la poursuite par équipes juniors
- 1979
  -  Champion de France de poursuite juniors
- 1980
  - 3e de la poursuite